# Struba inconspicua
Struba inconspicua är en fjärilsart som beskrevs av Alfred Ernest Wileman 1914. Struba inconspicua ingår i släktet Struba och familjen tandspinnare. Inga underarter finns listade i Catalogue of Life.